# Michail Naumowitsch Gurewitsch
Michail Naumowitsch Gurewitsch (ursprünglich russisch Михаил Наумович Гуревич, wiss. Transliteration: Michail Naumovič Gurevič; * 22. Februar 1959 in Charkow) ist ein Schachmeister mit Wurzeln in der Sowjetunion. Gurewitsch vertritt seit September 2015 Belgien.

## Werdegang

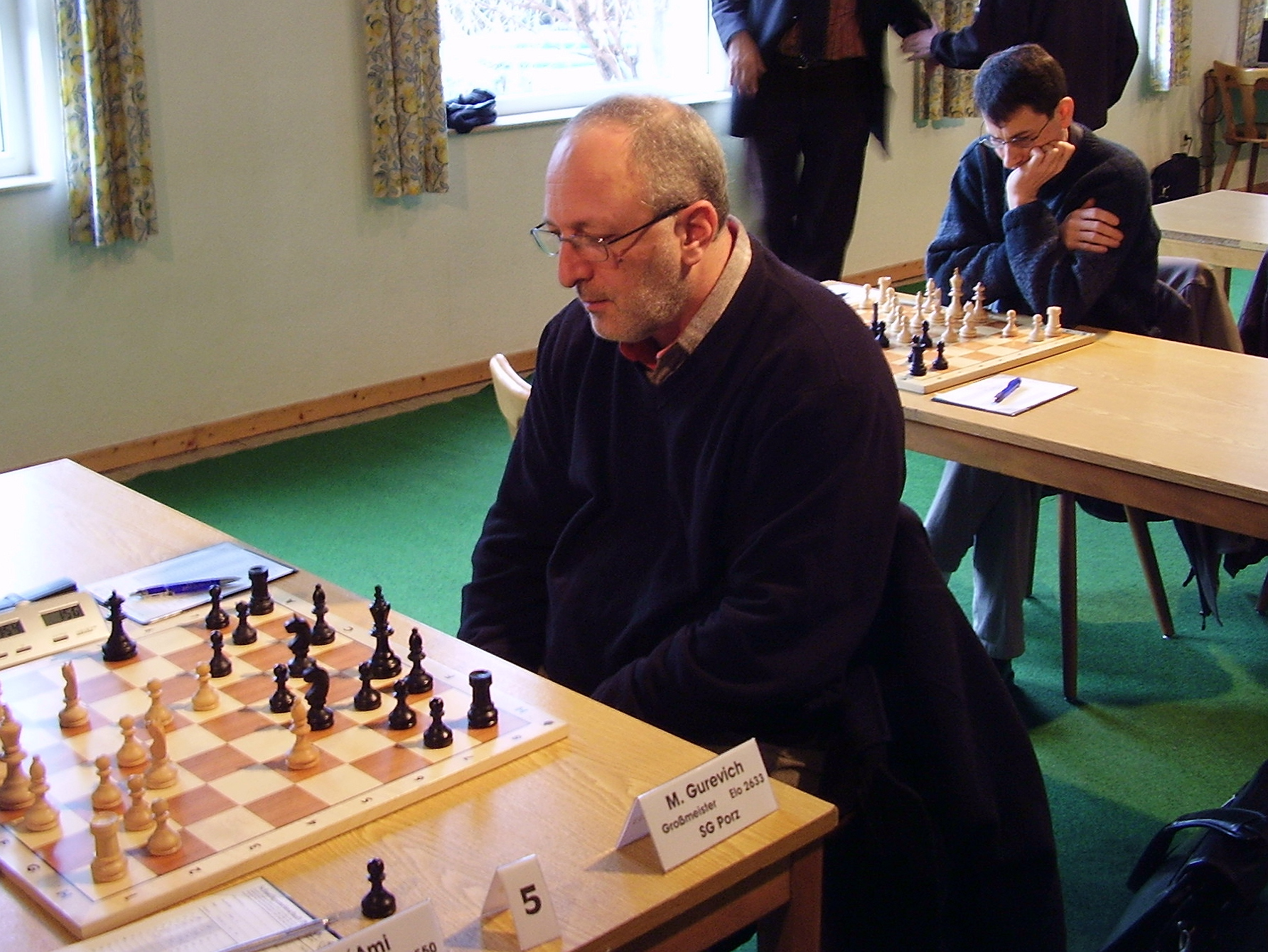
Michail Gurewitsch

Gurewitsch gewann 1985 die UdSSR-Meisterschaft und erhielt 1986 den Großmeistertitel der FIDE verliehen. 1991 nahm er seinen Wohnsitz in Belgien und bevorzugt seitdem die englische Schreibweise seines Namens, Mikhail Gurevich. Gurewitsch gehört seit Ende der 1980er Jahre zur erweiterten Weltspitze, wobei er in den Jahren von 1988 bis Ende 1991 in sieben von acht halbjährlichen Elo-Weltranglisten unter den besten zehn Spielern geführt wurde. Er war eine Zeit lang Analysepartner und Sekundant von Viswanathan Anand. Dezember 1988 wurde er geteilter Erster in Belgrad zusammen mit Psachis und Polugajewski. Gurewitsch gewann das Turnier von Reggio nell’Emilia zur Jahreswende 1988/89, Moskau 1990 und das Kocaeli-Open 2002. Bei der Europameisterschaft in Batumi 2002 wurde er Dritter.
Im Jahre 2001 nahm er erstmals an der Meisterschaft Belgiens (in Charleroi) teil und wurde Landesmeister, indem er 100 % (9 aus 9) der möglichen Punkte erzielte. Differenzen mit dem belgischen Schachverband führten allerdings dazu, dass Gurewitsch von 2005 bis 2015 die Türkei vertrat. Ende 2005 gelang ihm beim FIDE-Weltpokal in Chanty-Mansijsk ein großer sportlicher Erfolg: Er gelangte unter die besten acht und qualifizierte sich damit zum wiedereingeführten Kandidatenturnier. Dort unterlag er Péter Lékó in der ersten Runde. Im März 2006 gewann er in Istanbul die türkische Landesmeisterschaft vor Suat Atalık. Seit 2006 trägt er den Titel FIDE Senior Trainer.
Seine beste Platzierung in der Weltrangliste war der fünfte Platz, den er im Januar 1990 mit Waleri Salow teilte, im Januar 1991 mit Jewgeni Barejew und Jaan Ehlvest.

## Mannschaftsschach

### Nationalmannschaft
Gurewitsch nahm an drei Schacholympiaden teil, 1992 mit der belgischen Mannschaft, 2006 und 2008 mit der türkischen Mannschaft. 1989 gewann Gurewitsch mit der sowjetischen Mannschaft sowohl die Mannschaftseuropameisterschaft als auch die Mannschaftsweltmeisterschaft, an der Mannschaftseuropameisterschaft nahm er außerdem 2007 mit der türkischen Mannschaft teil.

### Vereinsschach

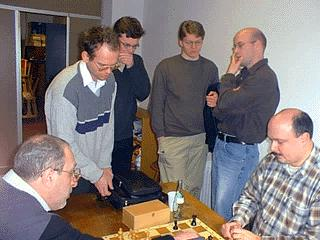
Michail Gurewitsch und Gábor Kállai analysieren ihre Bundesligapartie am 24. Februar 2002 in Porz

In der deutschen Schachbundesliga spielte Gurewitsch von 1991 bis 1994 für den SV 03/25 Koblenz, von 1999 bis 2002 für den Godesberger SK und von 2002 bis 2006 für die SG Porz, mit der er 2004 deutscher Mannschaftsmeister wurde. In der britischen Four Nations Chess League (4NCL) spielte Gurewitsch von 1997 bis 2000 bei Slough und in der Saison 2005/06 bei Guildford A&DC. Er wurde 1999 und 2000 britischer Mannschaftsmeister.
Die niederländische Mannschaftsmeisterschaft (bis 1996 Hoofdklasse, seitdem Meesterklasse) gewann Gurewitsch mit De Variant Breda 1996, 1997, 1998, 1999, 2000, 2001, 2002, 2003 und 2006. In der französischen Nationale I beziehungsweise Top 16 spielte er von 2001 bis 2008 beim Club de Orcher la Tour Gonfreville und 2019 für Asnières - Le Grand Echiquier. Die belgische Mannschaftsmeisterschaft gewann Gurewitsch 2005 und 2006 mit dem KSK 47 Eynatten sowie 2009 mit den Schachfreunden Wirtzfeld; in der Saison 2016/17 spielt er für Cercle des Echecs de Charleroi. Luxemburgischer Mannschaftsmeister wurde er 2010 mit Cercle d'échecs Dudelange, er spielte auch schon für Le Cavalier Differdange.
In der spanischen Mannschaftsmeisterschaft spielte er von 2002 bis 2005 und erneut 2007 für CA La Caja Las Palmas.
Am European Club Cup nahm Gurewitsch zwischen 1990 und 2005 neunmal teil. In der Mannschaftswertung gewann er 1998 mit De Variant Breda und erreichte 2000 ebenfalls mit Breda den dritten Platz, in der Einzelwertung gewann er 2000 am vierten Brett.